# Julian Schuster
Julian Schuster (* 15. April 1985 in Bietigheim-Bissingen) ist ein deutscher Fußballtrainer und ehemaliger -spieler. Er ist seit Juli 2024 Cheftrainer des SC Freiburg.

## Spielerkarriere
Schuster ist der Bruder von Robin Schuster und der Cousin von Benedikt Röcker.
Er begann seine Karriere beim FV Löchgau und spielte in der Bezirksliga. In der Winterpause 2005 wechselte der Mittelfeldspieler gemeinsam mit seinem Mannschaftskameraden Marco Pischorn zum VfB Stuttgart und spielte dort zunächst in der zweiten Mannschaft. Sein Bundesligadebüt für die Profimannschaft gab er am 27. Oktober 2007 beim 1:0-Heimsieg des VfB Stuttgart gegen Bayer 04 Leverkusen, nachdem Roberto Hilbert verletzt ausgewechselt worden war. Am 17. Dezember 2007 unterschrieb Schuster einen bis 2010 datierten Lizenzspielervertrag beim VfB.
Ein halbes Jahr später wechselte er zum Zweitligisten SC Freiburg. Im Laufe der Saison 2008/09 erarbeitete er sich einen Stammplatz und war am Aufstieg der Mannschaft in die Fußball-Bundesliga beteiligt. Sein erstes Bundesligator erzielte Schuster am 27. September 2009 beim 3:0-Sieg über Borussia Mönchengladbach. Am 9. April 2011 verwandelte er beim 3:2-Sieg gegen TSG 1899 Hoffenheim einen Eckstoß direkt zur 1:0-Führung; dieser Treffer wurde später zum Tor des Monats gewählt. Nach dem Weggang von Heiko Butscher wurde Schuster in der Winterpause der Saison 2011/12 zum Mannschaftskapitän gewählt.
Am 31. März 2012 (28. Spieltag der Saison 2011/12) im Auswärtsspiel gegen Bayer 04 Leverkusen bestritt Schuster sein 100. Ligaspiel für die Badener und erzielte den Treffer zum 1:0. Nach dem Abstieg aus der 1. Bundesliga stieg er 2016 mit der Mannschaft als Zweitligameister direkt wieder auf und beendete nach der Saison 2017/18 seine Karriere im Alter von 33 Jahren.
Als Profi wurde Schuster vorwiegend variabel im Mittelfeld eingesetzt, agierte teilweise aber auch zentral in der Abwehr.

## Trainerkarriere
Im Anschluss an seine Spielerkarriere war Schuster Verbindungstrainer zwischen der U19, der U23 und dem Profibereich des SC Freiburg, aber auch als Co-Trainer bei den Profis aktiv. Im Oktober 2022 vertrat er gemeinsam mit Patrick Baier den an COVID-19 erkrankten Cheftrainer Christian Streich beim Europa-League-Spiel gegen den FC Nantes. 2023 absolvierte er beim Deutschen Fußball-Bund einen Lehrgang zum Erhalt der Pro-Lizenz, der höchsten Trainerlizenz im deutschen Fußball.
Zur Saison 2024/25 wurde Schuster als seine erste Station als Cheftrainer Nachfolger von Christian Streich bei der Profimannschaft des SC Freiburg. Dieser hatte seinen Vertrag nach zwölfeinhalb Jahren nicht mehr verlängert. Schusters erste Spielzeit als Trainer wurde auf dem fünften Platz mit 55 Punkten beendet, was die viertbeste Saison der Vereinsgeschichte darstellte. Die erstmalige Champions-League-Qualifikation wurde um zwei Zähler verpasst. Nach der Saison wurde er zum Fußballtrainer des Jahres in Deutschland gewählt.

## Erfolge und Auszeichnungen
Als Spieler
- Deutscher Zweitligameister und Aufstieg in die Bundesliga: 2009, 2016

Auszeichnungen
- Fußballtrainer des Jahres: 2025